# Mark Kinsella
Mark Kinsella (Dublin, 1972. augusztus 12. –), ír válogatott labdarúgó, edző.
Az ír válogatott tagjaként részt vett a 2002-es világbajnokságon.

## Sikerei, díjai
Colchester United
- FA Trophy (1): 1991–92

Charlton Athletic
- Angol másodosztályú bajnok (1): 1999–2000